# Unido de la plata
El unido de la plata es una técnica de trabajo de este metal que se desarrolló en la época del Virreinato del Perú, como sustituto del repujado, del cincelado y del rechazado.
Esta técnica se logra trabajando separadamente las partes o detalles de la futura pieza para luego incorporarlos mediante la soldadura o el martilleo en caliente.
El unido de la plata se sigue trabajando actualmente en el Perú

## Ver
- Perú
- Platería en el Virreinato del Perú

- Datos: Q6156196